# La fontana della giovinezza
La fontana della giovinezza è un romanzo dello scrittore statunitense Irving Wallace ambientato a Venezia.

## Trama
Il romanzo inizia nella Georgia sovietica dove, un famoso scienziato americano, il professor Davis MacDonald, scopre una sostanza in grado di raddoppiare la durata della vita umana. Inseguito dal KGB si rifugia a Venezia dove i suoi problemi si moltiplicano e viene a ritrovarsi prigioniero della città. Con l'aiuto di Tim Jordan riesce a fuggire dalla sua prima prigione, inizia così la sua fuga attraverso le calli e i canali di Venezia e grazie all'aiuto anche della sua assistente Alison Edwards riesce a sopravvivere e a nascondersi dalla Polizia Italiana dal KGB e dai alcuni fondamentalisti Cattolici che vogliono per il vaticano "la fonte dell'eterna giovinezza".
Ormai stanchi della prigionia i tre riescono, con l'aiuto di un contrabbandiere, a uscire da Venezia ma vengono traditi dall'ex amante di Tim, e durante l'inseguimento per la laguna il professore viene ferito e muore affidando a Tim la formula. Tim ed Alison arrivano a Parigi ma decidono di distruggere la formula perché il mondo non è ancora pronto per una tale scoperta.

## Edizioni
- Irving Wallace, La fontana della giovinezza, traduzione di Tilde Arcelli Riva, collana Pandora, Sperling & Kupfer, 1983,  p. 400, ISBN 88-200-0275-2.